# Az Amerikai Egyesült Államok szövetségi kormányának tagjai
Az Egyesült Államok Kabinetje, illetve más nevén Szövetségi Kormánya közvetlenül az Elnök alá tartozó szövetségi intézmények hálózata. Fő feladata az elnök segítése. Az első kabinet az államalapító George Washingtonhoz kötődik, akinek négytagú kabinetje volt, a külügyminiszter Thomas Jefferson; a pénzügyminiszter Alexander Hamilton; a háborús miniszter Henry Knox; és az igazságügy-miniszter Edmund Randolph személyében.
A teljes kabinetet az elnök jelöli, s a szenátus egyszerű többségének kell jóváhagynia. A kabinet tagjainak személye teljes egészében az elnöktől függ, szabadon nevezi ki és menti fel őket. Illendőségből minden elnöki ciklus kezdetén (tehát az újraválasztott elnök második ciklusának kezdetén) valamennyi kabinettag beadja a lemondását, s az elnök dönt, hogy folytassa-e feladatát. A kabinet tagjai a Secretary (miniszter) nevet viselik.
Jelenleg, 2025-ben a Donald Trump által kinevezett kabinet tölti be ezt a szolgálatot.

## A kabinet feladatköre

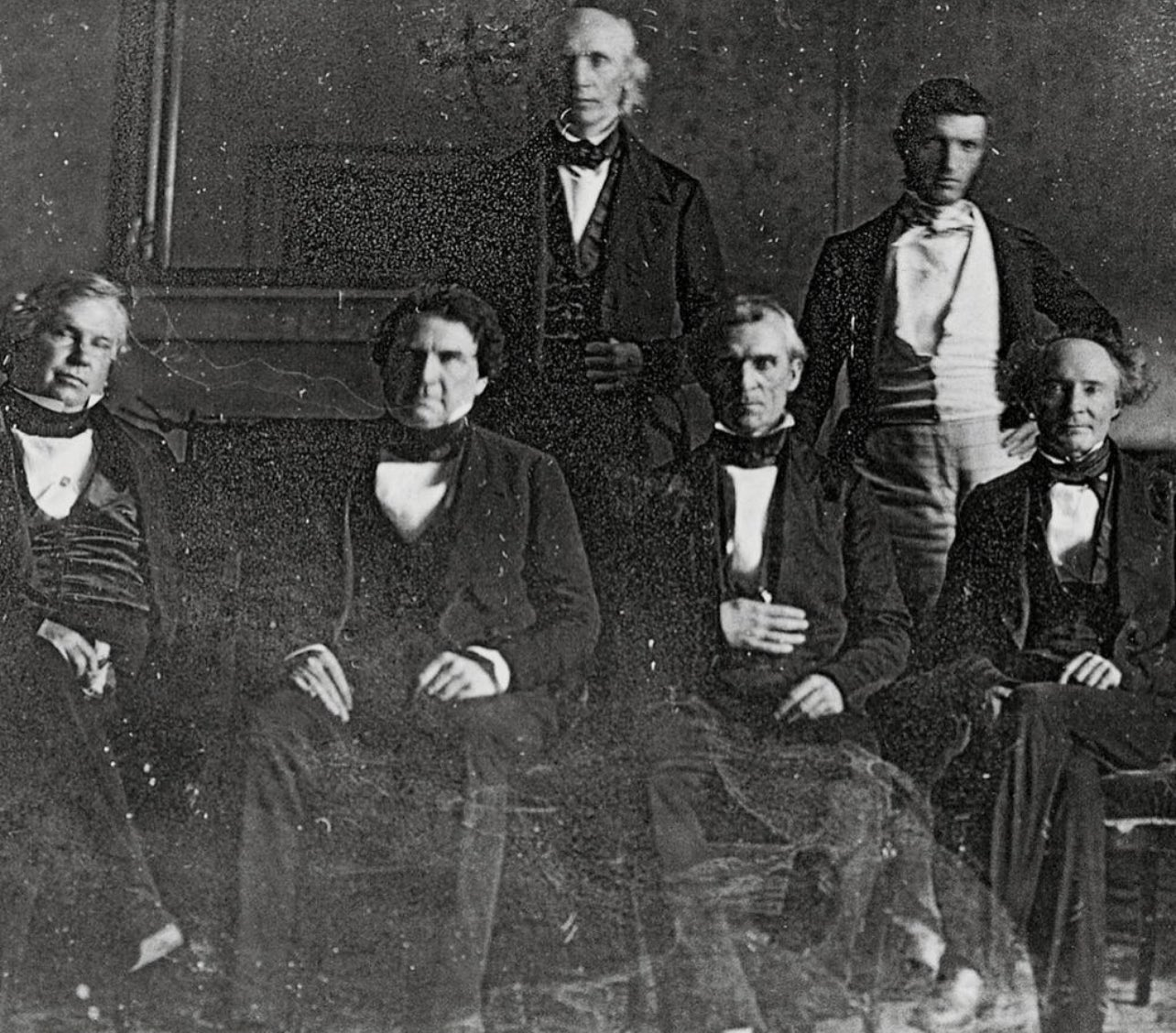
James K. Polk és kabinetje 1846-an. Az első olyan kabinet, amelyről fénykép készült

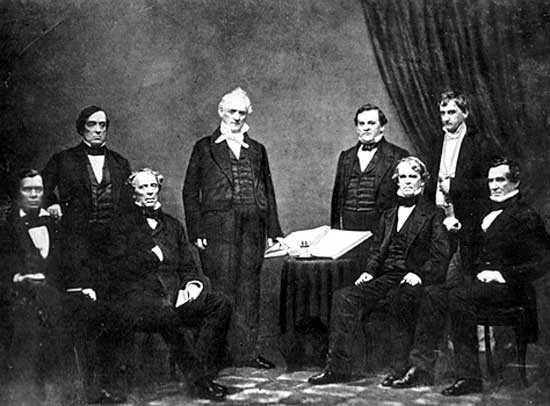
James Buchanan elnök és kabinetje (1859 körül)
Balról jobbra: Jacob Thompson, Lewis Cass, John B. Floyd, James Buchanan, Howell Cobb, Isaac Toucey, Joseph Holt ésJeremiah S. Black

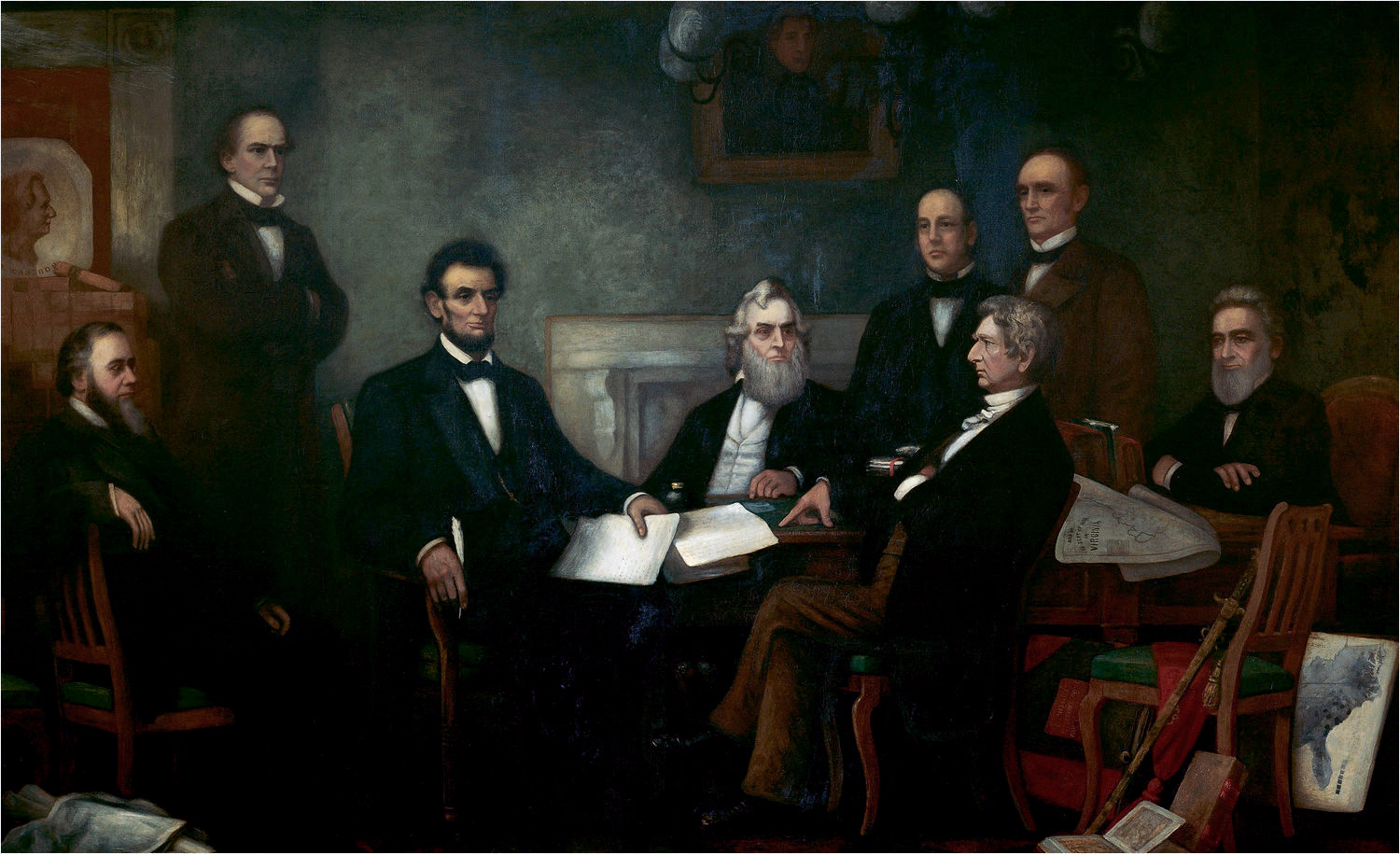
Abraham Lincoln és kabinetje az Emancipációs nyilatkozat első olvasásakor (1862. július 26-án)

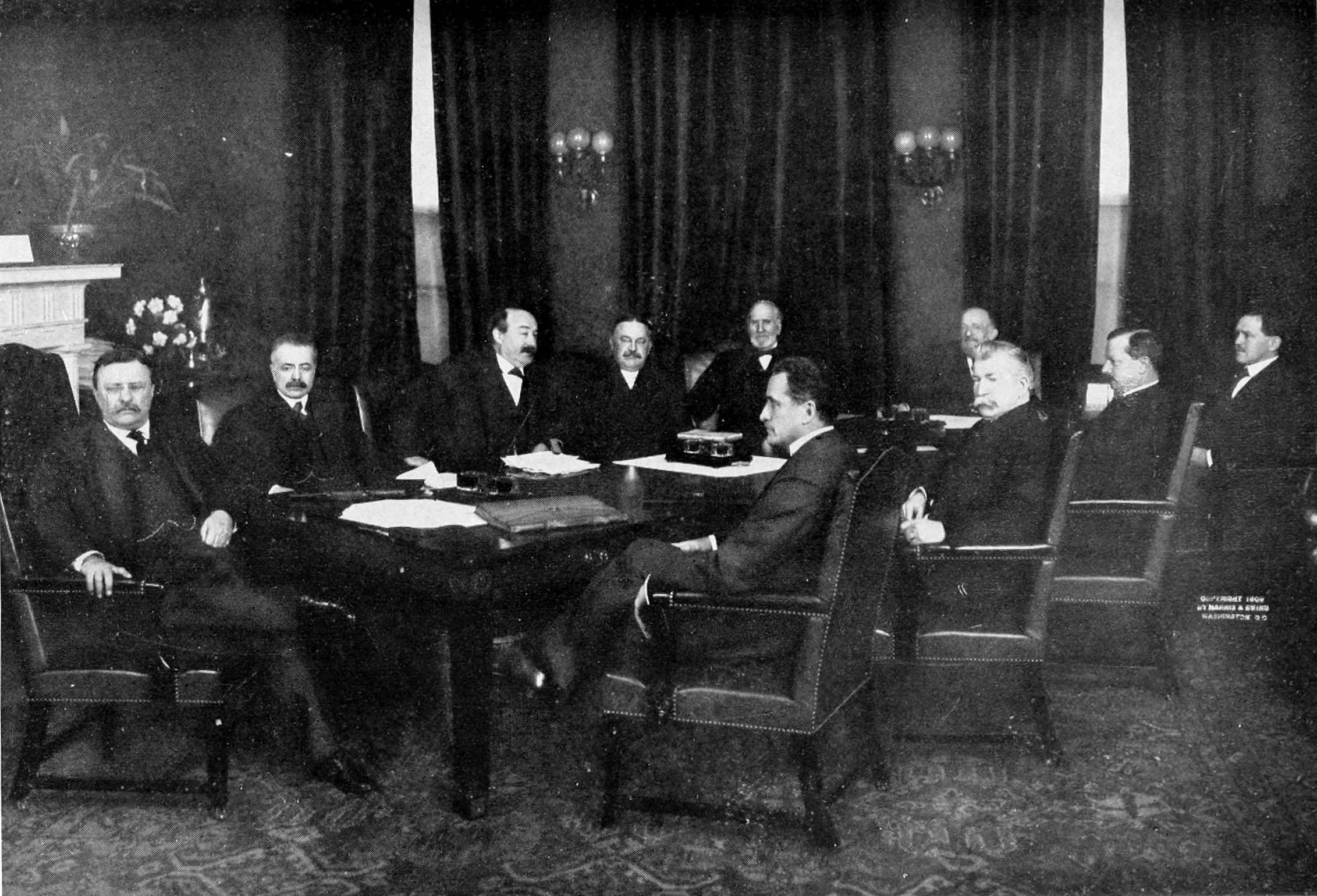
Csoportkép Theodore Roosevelt (balra az asztalfőn) kabinetjéről.
Balról jobbra háttal: George B. Cortelyou, Charles Joseph Bonaparte, Robert Bacon, James Wilson, Truman Handy Newberry
Balról jobbra szemben: Oscar S. Straus, Luke Edward Wright, George von Lengerke Meyer, James Rudolph Garfield

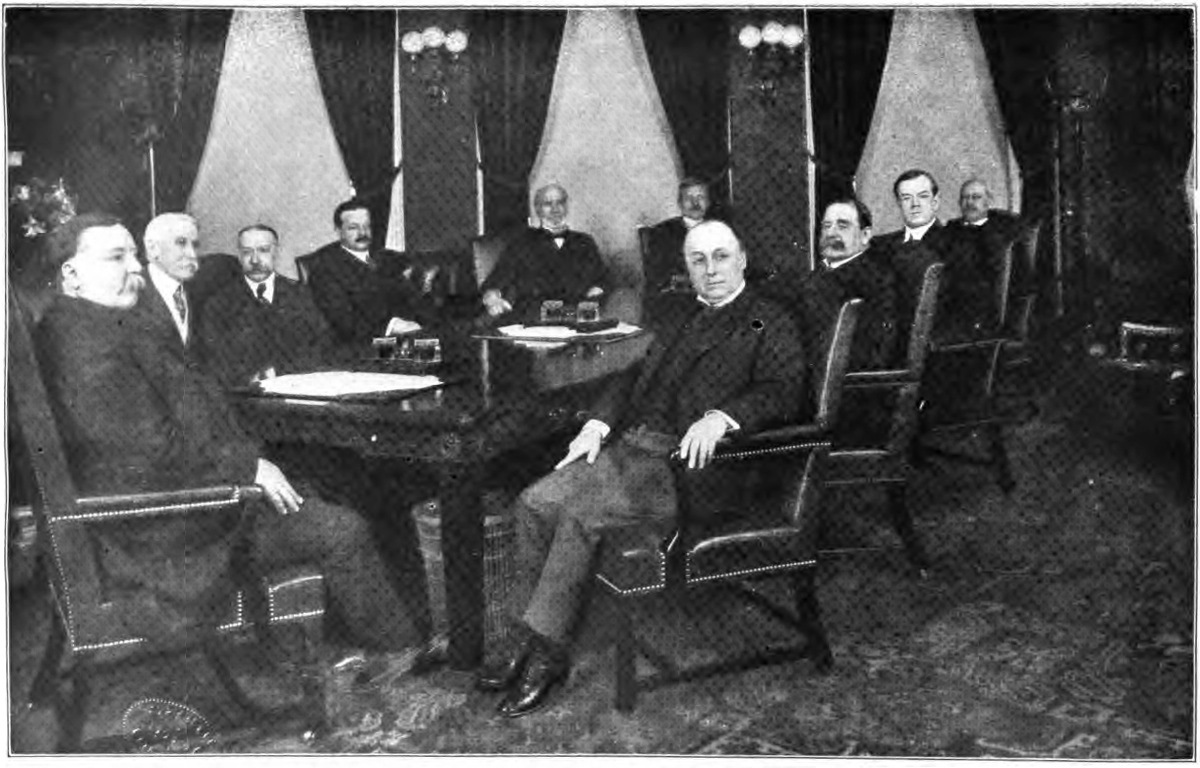
William Howard Taft második kabinetje 1912-ben

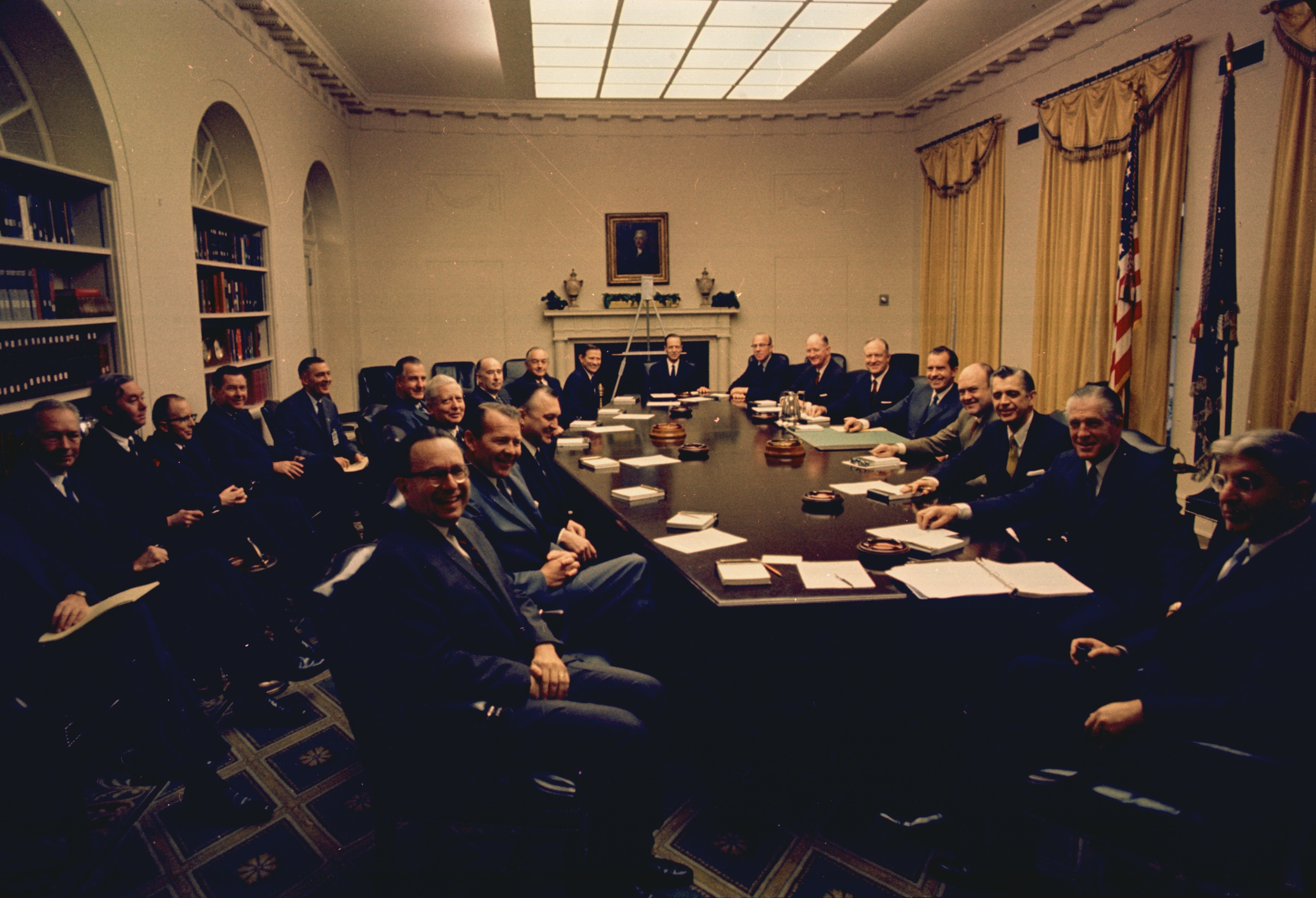
A Nixon-kabinet 1969-ben

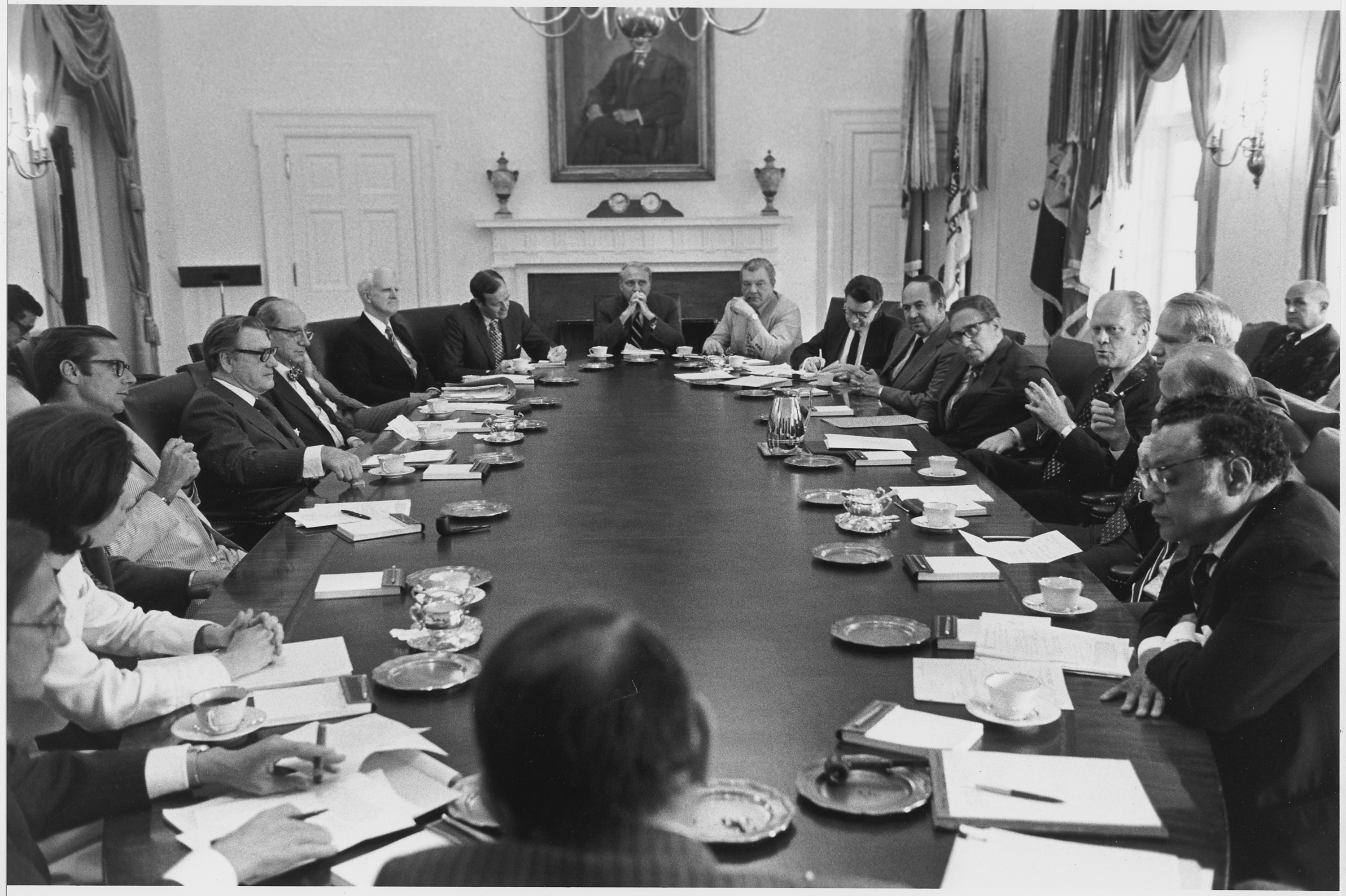
Gerald Ford kabinetülése 1976. június 25-én

Jimmy Carter kabinetülése 1978. február 13-án

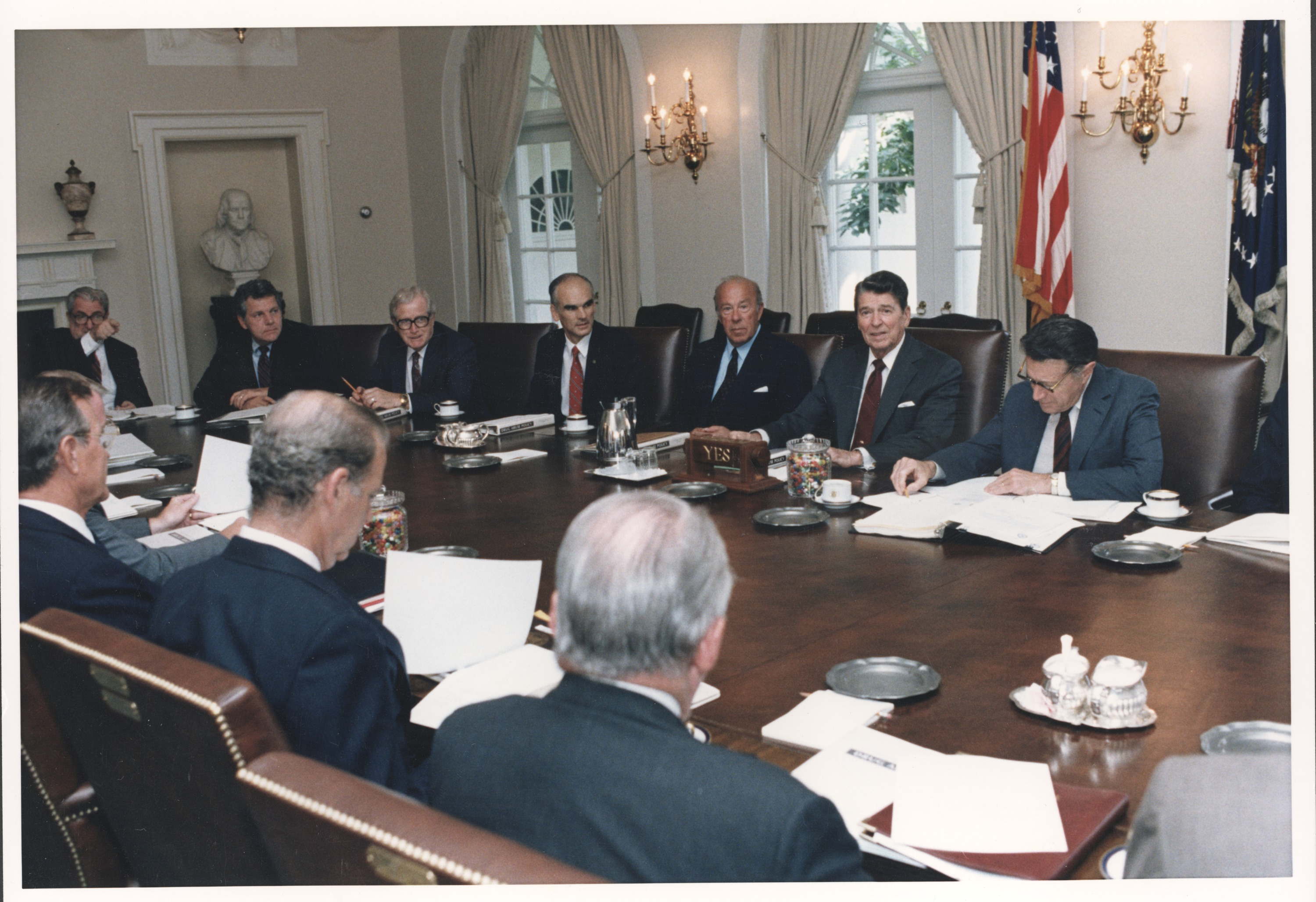
Ronald Reagan kabinetülése 1986. szeptember 11-én

George H. W. Bush kabinetülése a Kabinetteremben 1989. szeptember 5-én

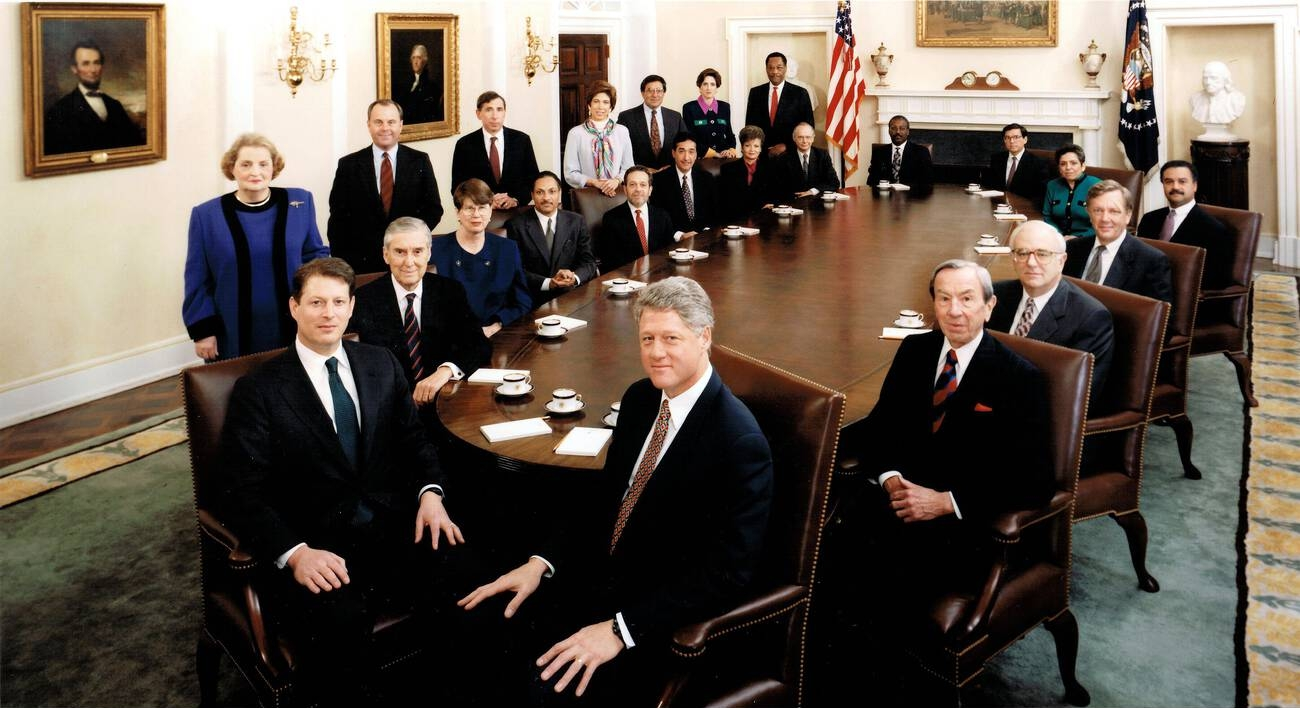
A Clinton kabinet 1993-ban

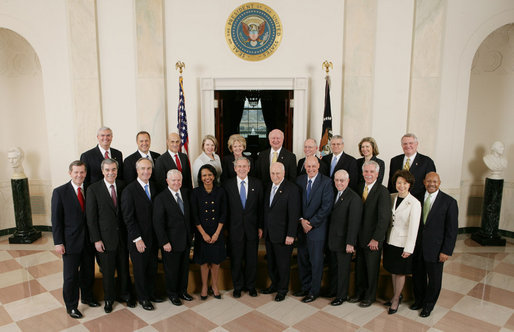
A Bush kabinet 2008 februárjában

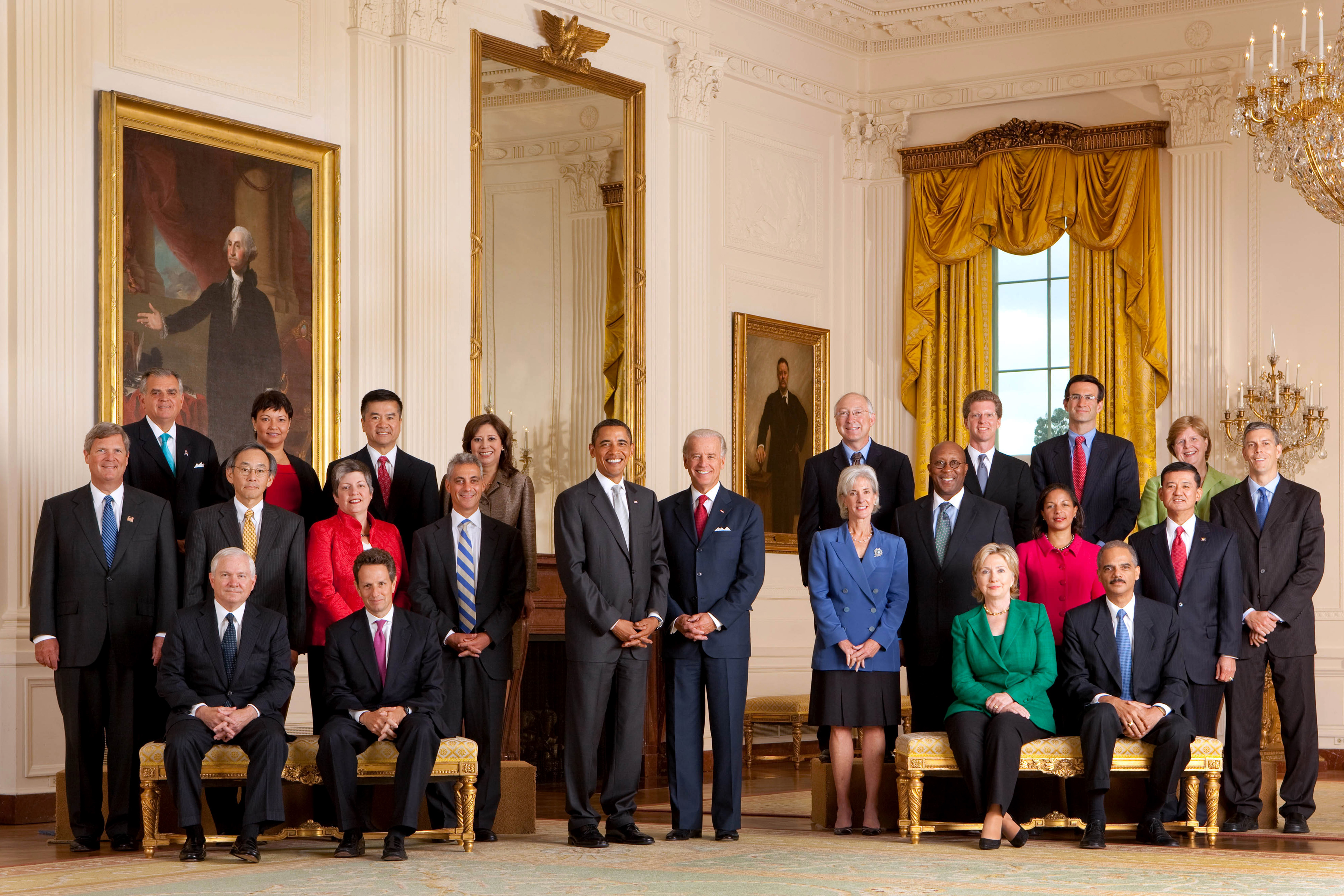
Az első Obama-kabinet 2009 szeptemberében

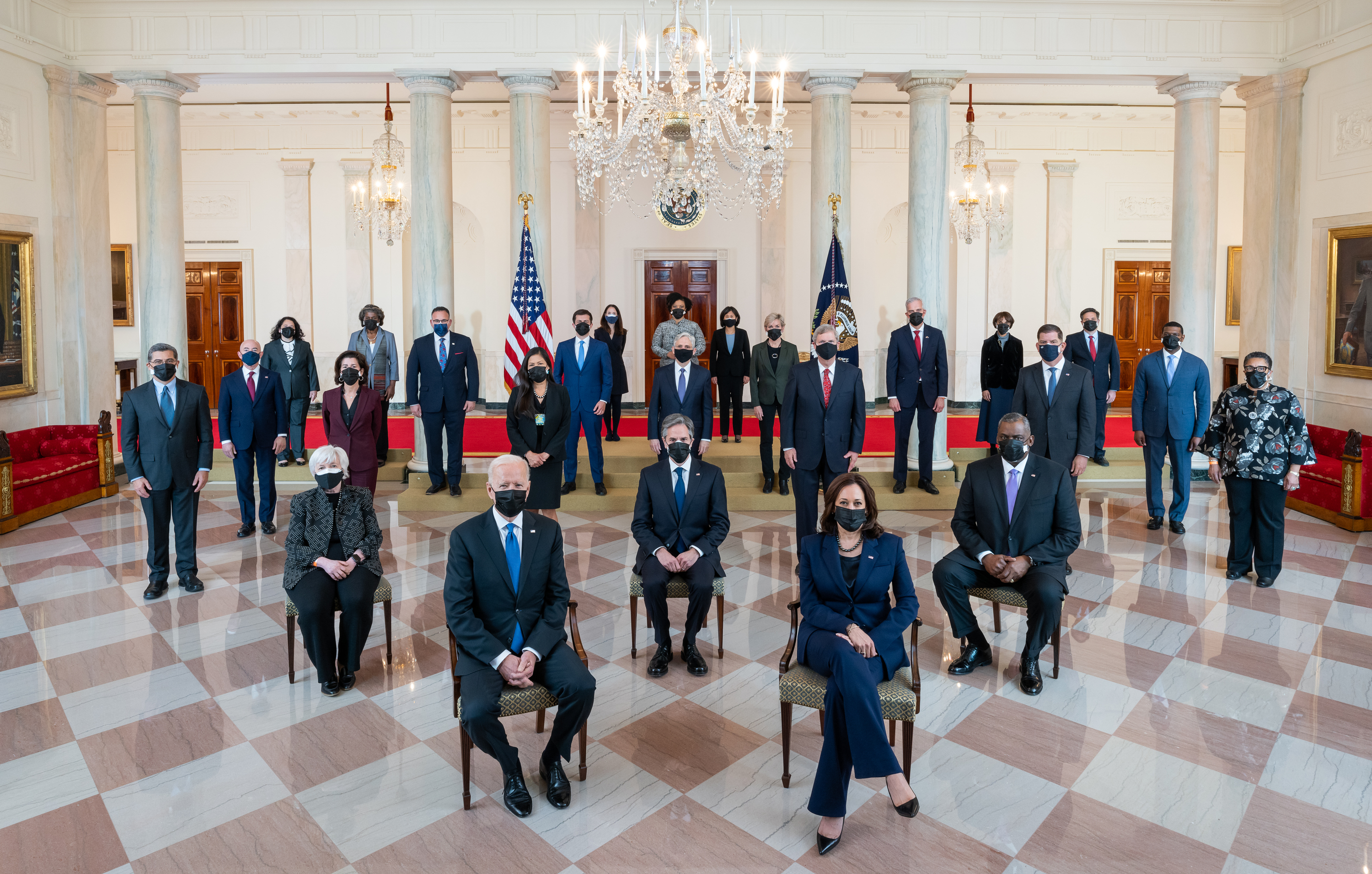
Joe Biden elnök kabinetje 2021-ben

Az amerikai szövetségi végrehajtó hatalom letéteményese az elnök (President), aki egyben a politikai rendszer „legközpontibb” szereplője is. Az elnök nem csak államfő és a fegyveres erők főparancsnoka, hanem a végrehajtó hatalom, a kormány vezetője is, sőt alkotmányjogilag ő „a kormány maga”. A végrehajtó hatalom gyakorlását ugyanis az USA alkotmánya az elnökre bízza. Az Amerikai Egyesült Államok alkotmánya kifejezetten nem rendelkezik az elnököt segítő testületről, mint egész kabinetről, bár említést tesz tárcák vezetőiről. Maga a kabinet szó elsődlegesen elzárt termet jelent, ahol a tanácsadók össze tudtak ülni tárgyalni. A kabinet léte azonban nem jelent kabinetkormányzást, sőt testületi kormányzást sem, ugyanis az egyes elnökök kedvük szerint alakíthatták magát a kabinetet.
Az Egyesült Államok államberendelkezése az erős elnöki státuszt mutatja, amely erős elnököt és gyenge, az elnöktől függő kormányt ad. Noha a gyakorlatban a kabinet a miniszterek tanácsa (más néven kormány), de ez nem mérhető az európai kormányok értelmével, ez az USA-ban a kabinet elsődlegesen az elnök tanácsadó és végrehajtó szerve. A kabinetnek, illetve az adott miniszternek (titkárnak) annyi joga és feladata van, amennyit az elnök részére delegál. Nagyon lényeges különbség az európai (többek között a magyar) kormányrendszerrel szemben, hogy az USA kabinetje nem döntéshozó szerv, feladatuk (a saját területük ellátása mellett), hogy az elnök döntéseit a gyakorlatba átvigyék, az elnököt tanáccsal lássák el, valamint a saját területükről tájékoztassák őt.

## Juttatások
Az Egyesült Államok Kódexének 5. cikkelye meghatározza, hogy a kabinet tagjainak milyen juttatásokat kell kapniuk Ez az összeg 2015-ben 203,700 dollár volt. Bár a kabinet tagja, de más szabályok vonatkoznak az alelnökre, valamint a kabinet alá tartozó személyek juttatásaira.

## Az ülések gyakorisága
A kabinetrendszer első 175 évében az ülések nagyon gyakoriak voltak, többször előfordult, hogy több alkalom is volt egy héten. Ennek fontosságára utal az is, hogy például Woodrow Wilson elnök olyan fontosnak tartotta az ülések megtartását, hogy amikor ő Európában tartózkodott helyette az alelnöke vezette azokat.
Az ülések száma Lyndon Johnson és Richard Nixon elnöksége alatt csökkent le, ma már elég ritkának mondható. Ehhez az is hozzájárult, hogy az elnöki személyzet sok feladatkört átvett a Kabinettől.

## Jelenlegi kabinet
A kabinet tagjait az Elnök jelöli, de ahhoz, hogy a jelölt betölthesse a feladatkörét, a Szenátus jóváhagyása szükséges. Nem kell a Szenátus jóváhagyása az Alelnöknek, valamint az Elnök kabinetfőnökéhez, illetve az az alá tartozó személyek kinevezéséhez.

### Kabinet
A kabinet tagja az alelnök, valamint a 15 minisztérium vezetője. A lenti lista felsorolása az elnöki utódlási sorrend alapján van összeállítva, tehát, ha az elnöki szék megürül az alábbi sorrendben lehet betölteni a státuszt. Megjegyzendő, hogy a minisztert az öröklési sorrendben megelőzi a Képviselőház Elnöke, valamint a Szenátus Pro Tempore elnöke, de ők nem részei a kabinetnek. 
| Az Egyesült Államok Szövetségi Kormánya                                            | Az Egyesült Államok Szövetségi Kormánya | Az Egyesült Államok Szövetségi Kormánya  |
| Hivatal (eredeti megnevezése)                                                      | Személy                                 | Hivatali idő (bejelentve)                |
| ---------------------------------------------------------------------------------- | --------------------------------------- | ---------------------------------------- |
| Az Amerikai Egyesült Államok alelnöke Vice President                               | J. D. Vance                             | 2025. január 20. – (2024. július 15.)    |
| Külügyminiszter Secretary of State                                                 | Marco Rubio                             | 2025. január 20. – (2024. november 13.)  |
| Pénzügyminiszter Secretary of the Treasury                                         | Scott Bessent                           | 2025. január 28. – (2024. november 22.)  |
| Védelmi miniszter Secretary of Defense                                             | Pete Hegseth                            | 2025. január 25. – (2024. november 12.)  |
| Az Egyesült Államok Legfőbb Ügyésze Attorney General                               | Pamela Bondi                            | 2025. február 5. – (2024. november 22.)  |
| Belügyminiszter Secretary of the Interior                                          | Doug Burgum                             | 2025. február 1. – (2024. november 14.)  |
| Mezőgazdasági miniszter Secretary of Agriculture                                   | Brooke Rollins                          | 2025. február 13. – (2024. november 23.) |
| Kereskedelmi miniszter Secretary of Commerce                                       | Howard Lutnick                          | 2025. február 19. – (2024. november 19.) |
| Munkaügyi miniszter Secretary of Labor                                             | Lori Chavez-DeRemer                     | 2025. március 11. – (2024. november 22.) |
| Egészségügyi miniszter Secretary of Health and Human Services                      | Robert F. Kennedy Jr.                   | 2025. február 13. – (2024. november 14.) |
| Lakásügyi és városfejlesztési miniszter Secretary of Housing and Urban Development | Scott Turner                            | 2025. február 5. – (2024. november 22.)  |
| Közlekedési miniszter Secretary of Transportation                                  | Sean Duffy                              | 2025. január 28.– (2024. november 18.)   |
| Energiaügyi miniszter Secretary of Energy                                          | Chris Wright                            | 2025. február 4. – (2024. november 16.)  |
| Oktatási miniszter Secretary of Education                                          | Linda McMahon                           | 2025. március 3. – (2024. november 19.)  |
| Veteránügyi miniszter Secretary of Veterans Affairs                                | Doug Collins                            | 2025. február 5. – (2024. november 14.)  |
| Belbiztonsági miniszter Secretary of Homeland Security                             | Kristi Noem                             | 2025. január 26. – (2024. november 12.)  |

### A kabinet alá tartozó tisztségviselők
Jelen tisztségviselők a kabinet ülésein tárgyalási joggal vesznek részt. Nem részei az elnöki öröklési rendnek.
| A kabinet alá tartozó tisztségviselők                                                          | A kabinet alá tartozó tisztségviselők | A kabinet alá tartozó tisztségviselők    |
| Hivatal (eredeti megnevezése)                                                                  | Személy                               | Kinevezés dátuma (bejelentve)            |
| ---------------------------------------------------------------------------------------------- | ------------------------------------- | ---------------------------------------- |
| Az elnök kabinetfőnöke White House Chief of Staff                                              | Susie Wiles                           | 2025. január 20. – (2024. november 7.)   |
| A Környezetvédelmi Ügynökség vezetője Administrator of the Environmental Protection Agency     | Lee Zeldin                            | 2025. január 29. – (2024. november 11.)  |
| Menedzsment- és költségvetési iroda igazgatója Director of the Office of Management and Budget | Russell Vought                        | 2025. február 5. – (2024. november 22.)  |
| A nemzeti hírszerzés elnöke Director of National Intelligence                                  | Tulsi Gabbard                         | 2025. február 12. – (2024. november 13.) |
| A Központi Hírszerző Ügynökség igazgatója Director of the Central Intelligence Agency          | John Ratcliffe                        | 2025. január 23. – (2024. november 26.)  |
| Az Egyesült Államok külkereskedelmi képviselője Trade Representative                           | Jamieson Greer                        | (2024. november 26.)                     |
| Az Egyesült Államok ENSZ nagykövete Ambassador to the United Nations                           | Elise Stefanik                        | (2024. november 10.)                     |
| Az elnök kisvállalkozási tanácsadója Administrator of the Small Business Administration        | Kelly Loeffler                        | 2025. február 20. – (2024. december 4.)  |

## Fordítás
Ez a szócikk részben vagy egészben  a   Cabinet of the United States című angol Wikipédia-szócikk fordításán alapul.  Az eredeti cikk szerkesztőit annak laptörténete sorolja fel. Ez a jelzés csupán a megfogalmazás eredetét és a szerzői jogokat jelzi, nem szolgál a cikkben szereplő információk forrásmegjelöléseként.